# Dollerødmark
Dollerødmark (tysk: Dollrottfeld) er en landsby i Sønder Brarup kommune i det nordlige Tyskland under Slesvig-Flensborg kreds i Slesvig-Holsten. Byen er beliggende cirka 8 kilometer vest for købstaden Kappel i det sydøstlige Angel i Sydslesvig. Den er navngivet efter Dollerød gods. Døllerød selv er en sammensætning af dal og -rød. Byen er stærkt landbrugspræget. I 1990'erne blev der oprettet flere vindkraftanlæg.
I marts 2018 blev den hidtil selvstændige kommune sammen med Bredbøl indlemmet i Sønderbrarup kommune . Den tidligere kommune omfattende ud over selve Dollerupmark bebyggelser Bedsted (Bedstedt), Dollerødskov (Dollrottholz), Dollerødvad (Dollrottwatt), Gaardvang (Gaarwang), Justrup, Krøgum (på tysk nu Oberland≈Overland, tidligere Krögum), Syvekjær (Syvekier) og Søndermark (Süderfeld).
Gården Krøgum/Overland er oprettet efter parcelleringen af Dollerød gods i 1789. På stedet blev der omkring 1800 bygget en af de første trefløjede gårde i Angel.
Byen lå dels i Sønder Brarup Sogn og dels i Ravnkær Sogn (Slis Herred), da området tilhørte Danmark.